# André Roland
André Roland, né le 31 décembre 1950 à Trith-Saint-Léger, est un footballeur français évoluant comme milieu de terrain à l'Amicale de Lucé dans les années 1970.

## Biographie

### Joueur
André Roland arrive à l'Amicale de Lucé en 1973 et joue lors de l'élimination chez le FC Metz en 32e de finale de la Coupe de France.
Après trois saison en Division 3, l'équipe monte en D2 et Roland fait partie de l'équipe-type lucéenne jouant 33 et 32 matchs lors des deux premières saisons du club à ce niveau. Le 3 février 1978, il est capitaine de l'équipe qui affronte le FC Nantes en seizième de finale de la Coupe de France. Il égalise au match retour mais ne peut empêcher l'élimination (2-1, 1-3).
Il retourne ensuite dans son Nord natal et retrouve son premier entraîneur lucéen Bernard Chiarelli à l'Entente sportive du parc amandinois raismois (ESPAR) en Division 4.

### Entraîneur
André Roland retourne ensuite dans son Nord natal. Il participe à la montée en puissance de l'AS Féchain jusqu'au niveau régional en tant qu'entraîneur pendant seize ans. En 2009, le club disparait à la suite d'une fusion et déménage. André effectue une pige à Aubigny-au-Bac puis recrée un club à Féchain, le Football club féchinois, dont il devient entraîneur. Au terme de la saison 2010-2011, une erreur administrative coûte la montée en troisième division départementale. En 2015, Roland est devenu président du FCF.

## Statistiques
| Saison                | Club                  | Championnat           | Championnat | Championnat | Coupe(s) nationale(s) | Coupe(s) nationale(s) | Total | Total |
| Saison                | Club                  | Division              | M.          | B.          | M.                    | B.                    | M.    | B.    |
| 1973-1974             | Amicale de Lucé       | D3                    | -           | -           | 1                     | -                     | 1     | 0     |
| 1974-1975             | Amicale de Lucé       | D3                    | -           | -           | -                     | -                     | 0     | 0     |
| 1975-1976             | Amicale de Lucé       | D3                    | -           | -           | -                     | -                     | 0     | 0     |
| 1976-1977             | Amicale de Lucé       | D2                    | 33          | 4           | -                     | -                     | 33    | 4     |
| 1977-1978             | Amicale de Lucé       | D2                    | 32          | 1           | 3                     | 1                     | 35    | 2     |
| Total sur la carrière | Total sur la carrière | Total sur la carrière | 65          | 5           | 4                     | 1                     | 69    | 6     |